# 南湖碎雪草
南湖碎雪草（學名：Euphrasia nankotaizanensis）又名南湖大山碎雪草、南湖小米草、高山小米草，屬於列當科碎雪草屬，是台灣特有種高山植物，也是台灣少數存留的冰河孑遺植物，為多年生宿根性草本植物。
分布於台灣海拔3,300公尺以上山區，生長在日照充足的岩生環境，主要集中於南湖大山、雪山及奇萊山。花黃色，花期8月至9月。